# Памятник затопленным кораблям
Па́мятник зато́пленным корабля́м — монумент в Севастополе, архитектурный символ города, установлен вблизи Приморского бульвара рядом с площадью Нахимова. Высота монумента — 16,7 м. Создан по проекту скульптора академика А. И. Адамсона, архитектора В. А. Фельдмана и военного инженера Ф. О. Энберга. Силуэт памятника используется в качестве эмблемы Севастополя.
В Российской Федерации, контролирующей спорную территорию Крыма, является  объектом культурного наследия федерального значения; на Украине, в пределах признанных большинством государств — членов ООН
 границ которой находится спорная территория, — памятником культурного наследия национального значения.
В 2016 году памятник победил по результатам всенародного голосования как символ новой российской банкноты номиналом 200 рублей.

## История

### Затопление кораблей
Монумент сооружён в 1905 г. к 50-летию Первой обороны Севастополя во время Крымской войны, во время которой были затоплены русские парусные корабли, «чтобы заградить вход неприятельским судам на рейд и тем самым спасти Севастополь» (П. С. Нахимов). 11 сентября 1854 года поперёк фарватера, между Константиновской и Александровской батареями, были затоплены семь устаревших кораблей: фрегаты «Сизополь», «Флора», корабли «Уриил», «Три Святителя», «Силистрия», «Селафаил», «Варна». После осенне-зимних штормов, вследствие частичного разрушения этой преграды, в ноябре — декабре дополнительно были затоплены корабль «Гавриил», купеческое судно и корвет «Пилад». В феврале 1855 года, от Михайловского форта на Северной стороне до Николаевской батареи — на Южной появилась вторая линия мачт, выступающих из воды — было затоплено ещё шесть судов: корабли «Двенадцать апостолов», «Ростислав», «Святослав», фрегаты «Кагул», «Месемврия», «Мидия». 27 августа 1855 года, когда защитники оставили Южную сторону, в бухте затопили и остальной флот, и лишь остались на воде виднеться их верхушки мачт. Огонь береговых батарей и затопленные корабли делали Севастопольскую бухту недоступной для англо-французского флота. И почти 6 месяцев, до самого перемирия (17.02.1856), неприятельские армии не могли продолжить наступление. Потому что фарватер заградили мачты кораблей, а Северную сторону — новые бастионы.

### После Октябрьской революции
Несмотря на то, что после прихода к власти большевиков по всей стране уничтожались и переделывались памятники в виде герба России — двуглавого орла, — памятник в Севастополе эта судьба обошла, хотя предложения переделать и этот памятник тоже были: «Около набережной Приморского бульвара, — выражал возмущение один из тогдашних борцов с „пережитками прошлого“, — стоит колонна памяти погибшим морякам. Над орлом возвышается царская корона, оскорбляя память погибших. Предлагаю вместо короны поставить звезду с электроосвещением». Однако императорская корона с Андреевской лентой весь советский период оказалась не тронута, а в 1969 году памятник появился даже на советском гербе Севастополя. Единственная утрата — это крест над короной, вероятно, сбитый в первые послереволюционные годы. При реставрации памятника в 2003 году крест над короной был восстановлен.
Во время сильного землетрясения 1927 года монумент не пострадал.
Памятник уцелел во время Великой Отечественной войны при бомбардировках, во время оккупации Севастополя немецкими войсками и при освобождении города.
В 2009 году памятник включён в Государственный реестр памятников Украины. В 2015 году Правительство Российской Федерации издало распоряжение об отнесении памятника к объектам культурного наследия федерального значения

### Название
29 июля 1905 года в официальном сообщении о передаче монумента городу строительная комиссия обнародовала его первое название: «памятник затопления кораблей». А в следующем месяце начались переименования. 3 августа 1905 года Г. Ерошевич (Вр. и. д. Управляющего Канцелярией Великого князя Александра Михайловича) подписал документ № 3898, согласно которому: «Памятник затопления кораблей впредь именовать: „Местом заграждения Севастопольского фарватера“». В 1907 году исторический путеводитель по Севастополю опубликовал новое название монумента: «Памятник заграждения фарватера затопленными кораблями». Но и оно продержалось недолго. В путеводителе по Крыму 1914 года в описании Приморского бульвара уже упомянут «памятник затопленным кораблям». Позднее появлялись и другие варианты (за всю историю — более 20-ти различных названий). Сейчас у монумента наиболее распространено название «памятник Затопленным кораблям».

## Композиция

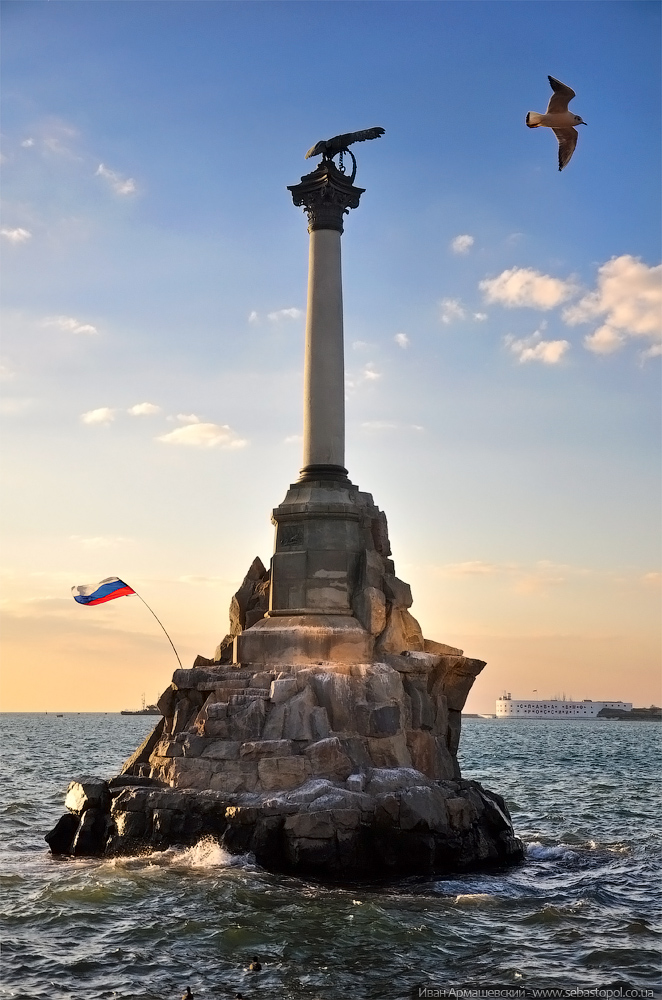
Памятник затопленным кораблям в Севастополе. 12 марта 2014 года

Монумент представляет собой стоящую в море, в 23 метрах от набережной Приморского бульвара, 9-метровую искусственную гранитную скалу с выступающим из неё в сторону набережной восьмигранным пьедесталом, на вершине которого возвышается триумфальная диоритовая колонна коринфского ордера с обращённым в сторону моря бронзовым орлом на капители. Двуглавый орёл, увенчанный большой императорской короной, возложенной на Андреевскую ленту, расправив могучие крылья, держит в клювах венок с якорем (висящий на цепи морской якорь прикован к верхней части сложного венка из лавровых и дубовых листьев). На груди орла — щит с рельефным изображением Святого Георгия Победоносца.
База колонны, её капитель и вся скульптурная композиция, венчающая колонну, так же, как и орёл, выполнены из бронзы.
Со стороны набережной верхнюю часть пьедестала украшает бронзовый барельеф, изображающий затопление кораблей. В правом нижнем углу — подпись автора: «А. Адамсонъ Скульп. 1904». Ниже барельефа на гранитных плитах пьедестала высечены слова: «Въ память кораблей, затопленныхъ въ 1854 и 1855 г.г. для загражденія входа на рейдъ».
На вершине скалы, с противоположных сторон, встроены два гранитных барельефа. На левом — изображено число «1854», на правом — «1855».
На подпорной стене набережной, напротив монумента, установлены два якоря с затопленных кораблей. Эта мемориальная стена также является частью памятника.
Раньше на скале монумента со стороны моря была закреплена выступающая из воды бронзовая мачта парусного корабля.
Общая высота памятника — 16,7 м, высота колонны — 7,1 м, средний диаметр колонны — 0,95 м, размах крыльев орла — 2,67 м.

## Дополнительная информация
- цоколь — 15×15 м
- основание монумента — 9×9 м
- гранитная скала — 8,7 м
- пьедестал — 4,1 м
- барельеф — 0,75×0,5 м
- утерянная мачта — 5,7 м
- мемориальная стена — 98×6,5 м
- от стены до колонны — 35 м

## Символ города
- С 12 февраля 1969 года монумент изображён на гербе Севастополя, а с 12 апреля 2000 года и на флаге.

## Галерея

Памятник затопленным кораблям на гербе Севастополя
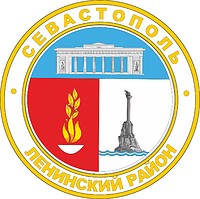
Памятник затопленным кораблям на гербе Ленинского района Севастополя
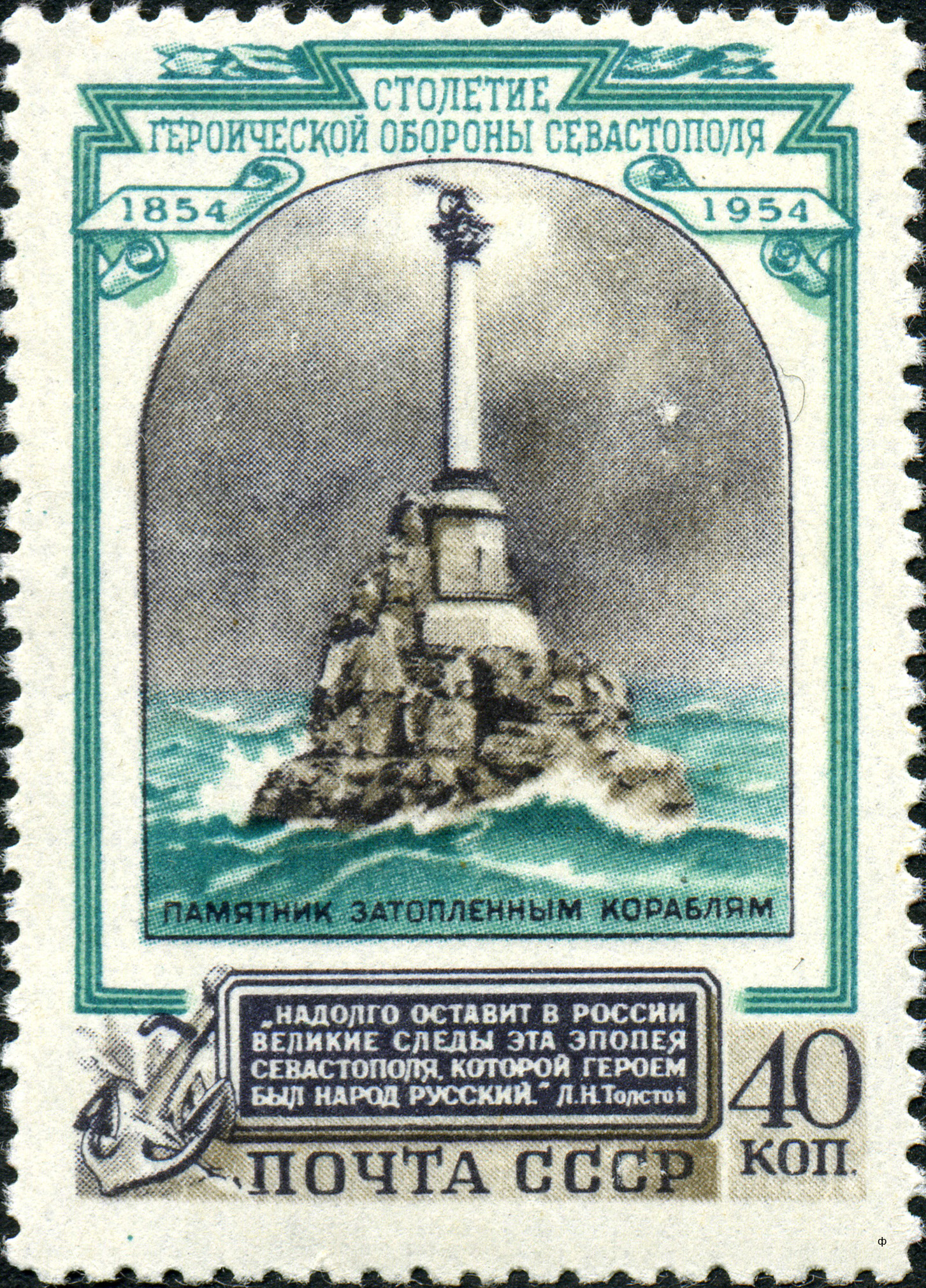
Почтовая марка СССР к 100-летию обороны Севастополя (1954 г.).
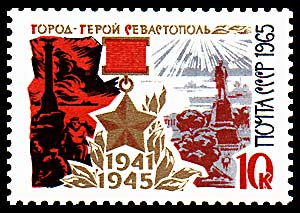
Памятник затопленным кораблям на почтовой марке СССР «Город-герой Севастополь»
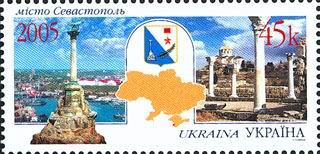
Памятник затопленным кораблям на почтовой марке Украины
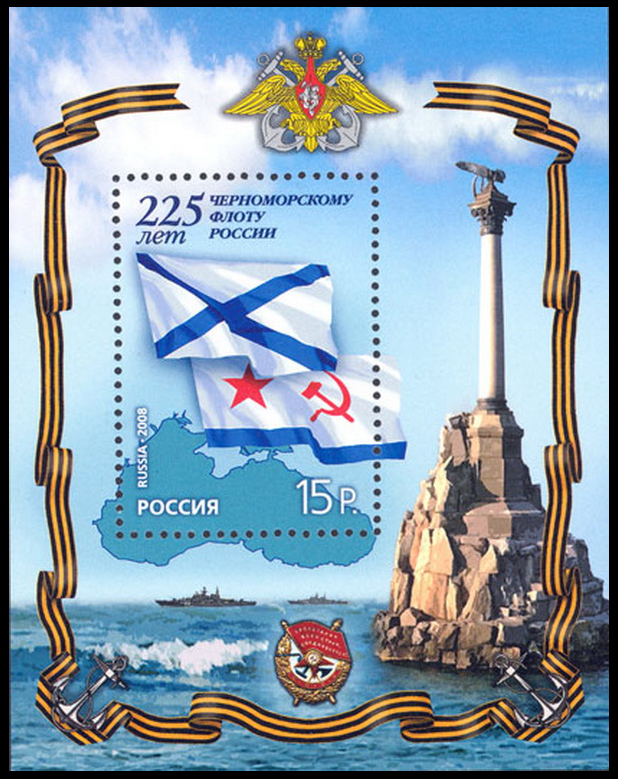
Памятник затопленным кораблям на почтовом блоке России «225 лет Черноморского флота России»
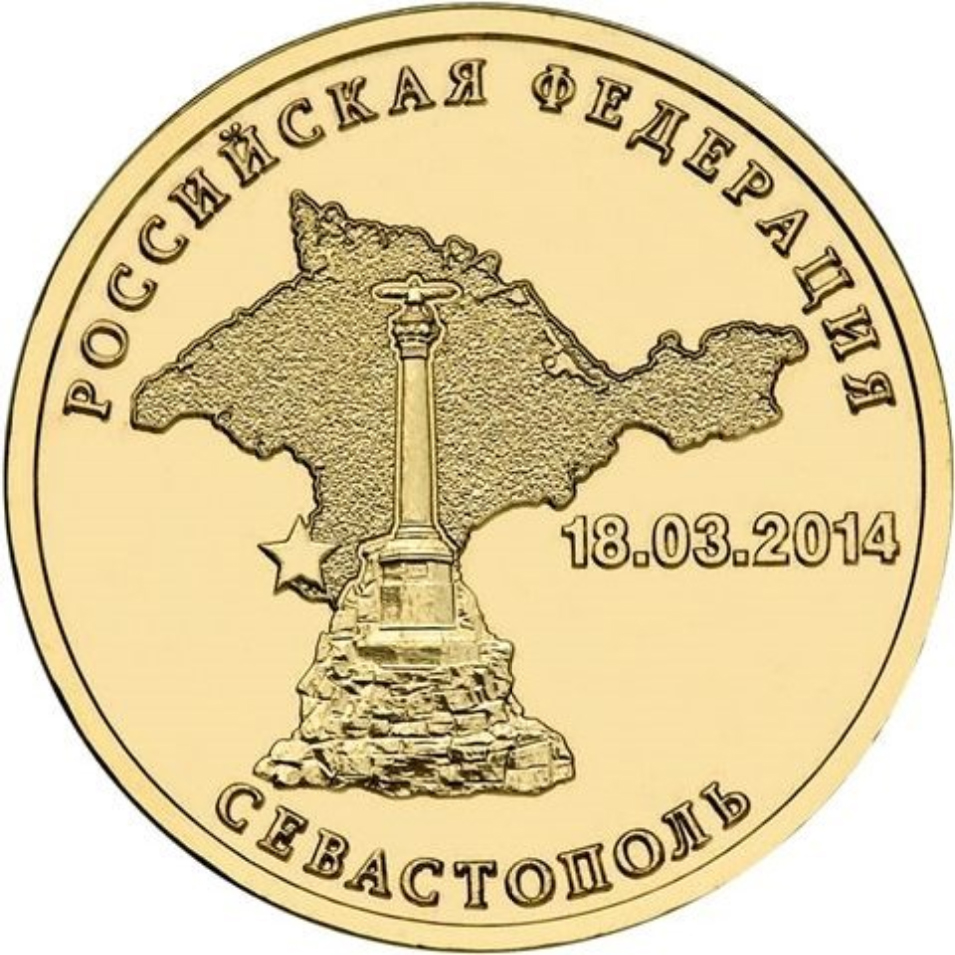
Памятник затопленным кораблям на оборотной стороне 10-рублёвой монеты ЦБ РФ, посвящённой присоединению Крыма к РФ
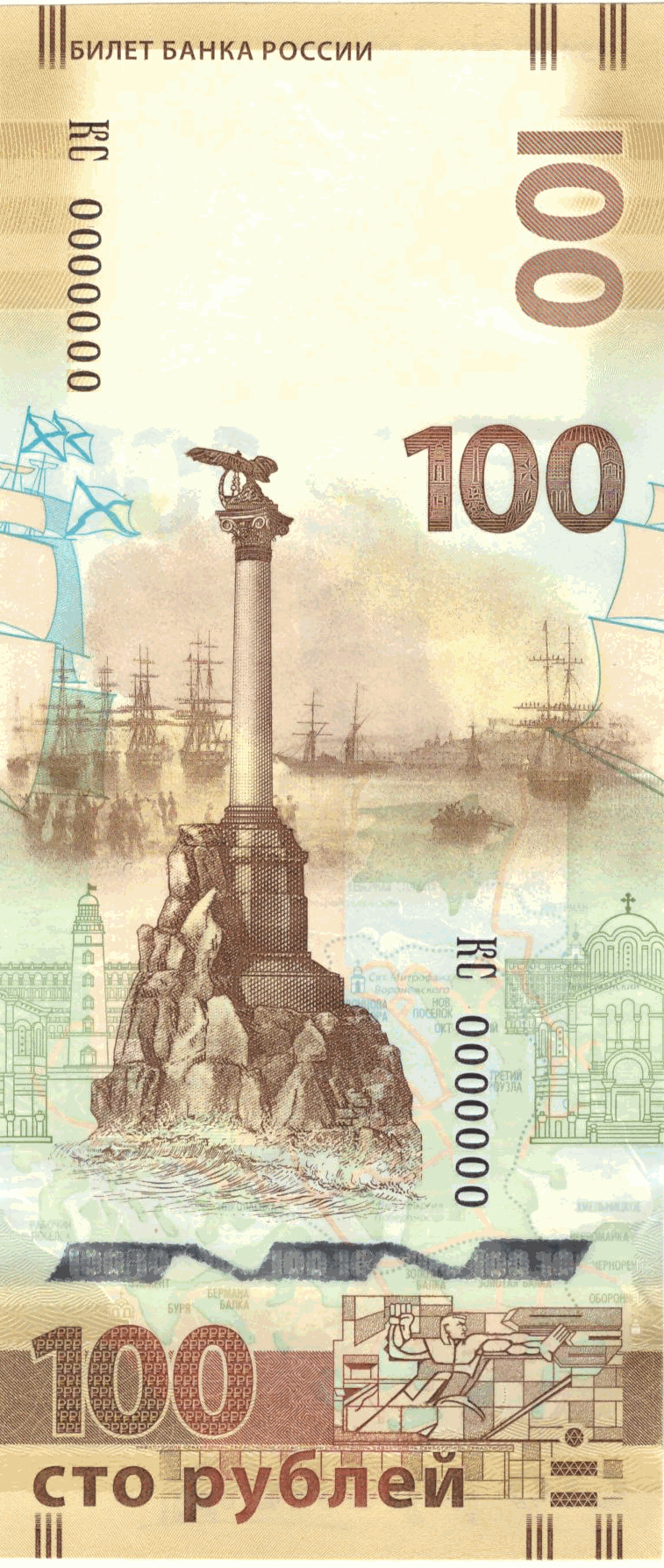
Памятник затопленным кораблям на 100-рублёвой банкноте ЦБ РФ
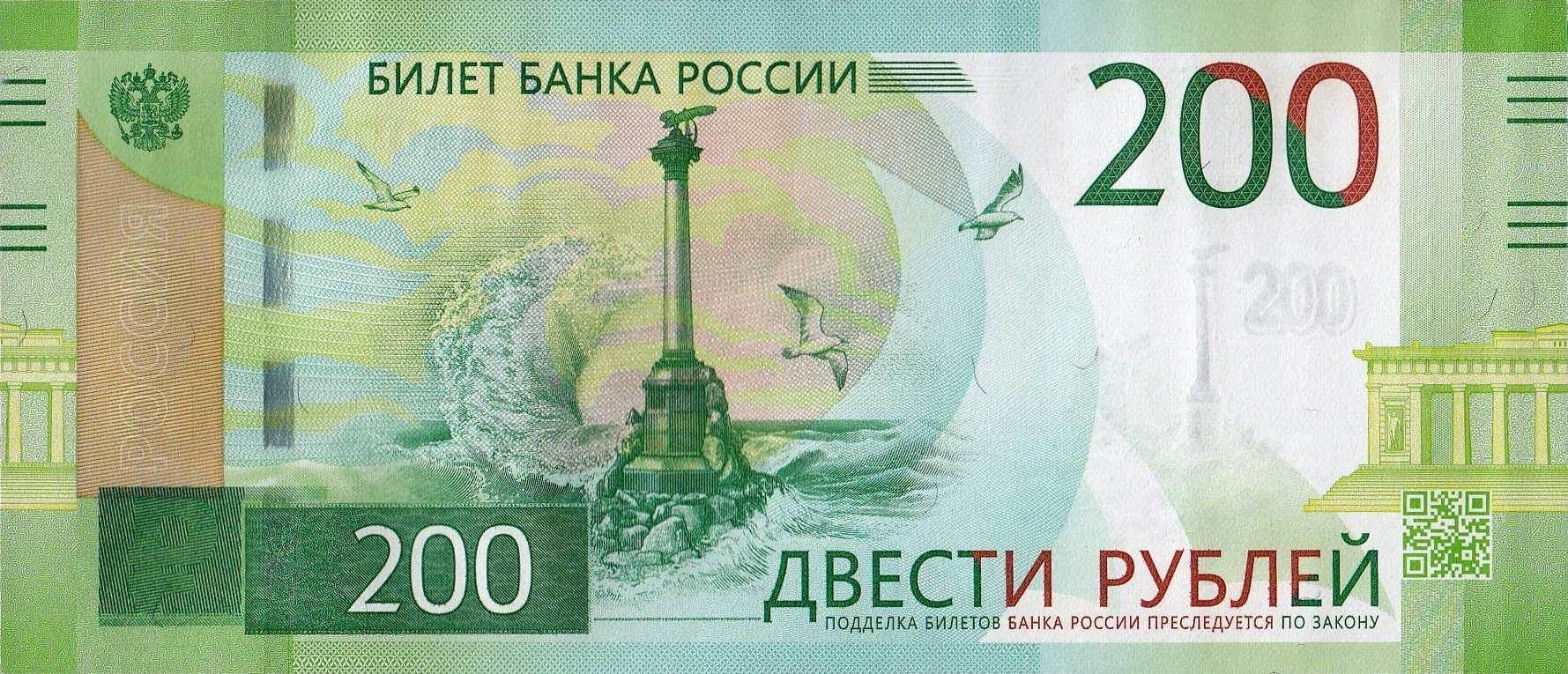
Памятник затопленным кораблям на 200-рублёвой банкноте ЦБ РФ
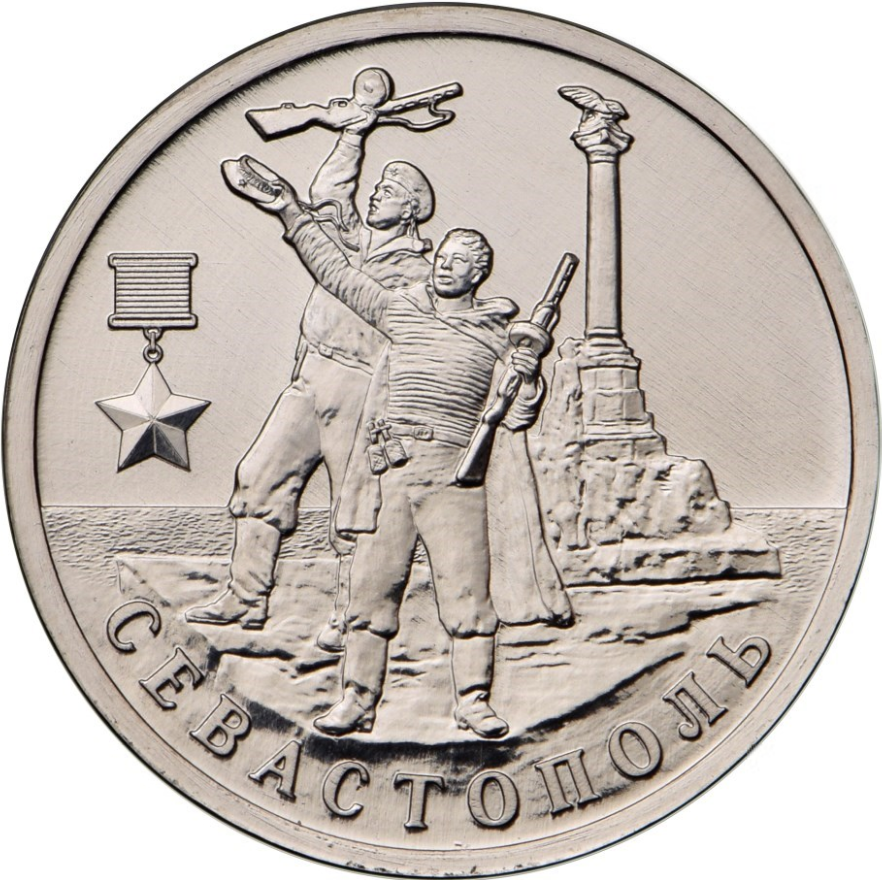
«Город–герой» Севастополь, 2 рубля, 2017 г.
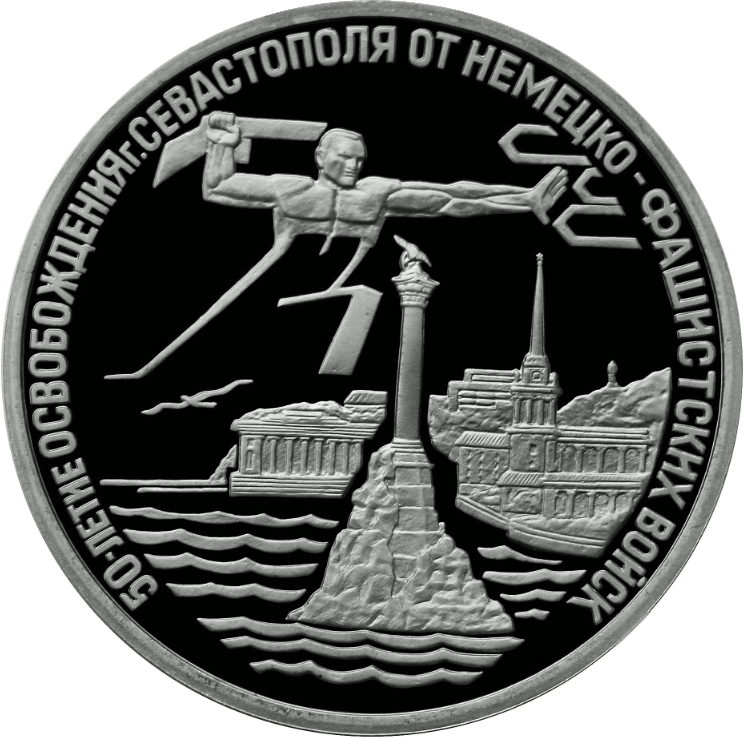
Банк России, 1994 г. 50-летие Победы в Великой Отечественной войне, освобождение Севастополя от немецко-фашистских войск
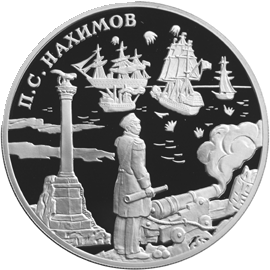
Банк России, 2002 г.
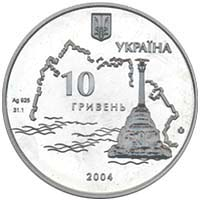
Банк Украины, 2004 г.